# Maple Leaf
Maple Leaf — компания по производству жевательной резинки, созданная Робертом Маркусом (нидерл. Robert Markus) и его братом Жюлем Маркусом (нидерл. Jules Markus) в 1948 году в Амстердаме. За время существования бренд выпустил огромный ассортимент жевательной резинки по вкусу, аромату и форме.

## История
После войны Роберт Маркус, студент-химик, в 1947 году нашёл способ сделать жевательную резинку. Он начал делать жевательную резинку у себя дома, где вместе со своим братом Жюлем основал компанию Maple Leaf в 1948 году. Название было данью уважения канадским бойцам, освободившим Амстердам тремя годами ранее. По всему Амстердаму искали место под фабрику. Место было найдено на Веспуччистрит (нидерл. Vespuccistraat) в бывшем кафе-мороженом. Затем, 1 января 1949 года, они переехали в Жерар Дуплен (нидерл. Gerard Douplein), в 1954 году фабрика переехала на Кловенирсбургваль (нидерл. Kloveniersburgwal), а год спустя на Пассердерсвартстрит (нидерл. Passeerdersdwarsstraat). Это здание было уничтожено пожаром, в то время как строительство нового по адресу Пол ван Флиссингенстраат (нидерл. Paul van Vlissingenstraat), 8 шло полным ходом. Первый камень в фундамент этой фабрики был заложен 28 февраля 1955 года. Продукция компании продавалась по всей Европе, важным рынком сбыта была Германия. Когда в 1951 году Германия запретила импорт жевательной резинки, Maple Leaf построила фабрику в Везеле, чтобы продажи могли продолжаться там.
Жевательная резинка Maple Leaf была очень популярна в Нидерландах. Часто это происходило из-за вкладышей футболистов или комиксов героев Диснея (жевательная резинка Donald) и низкой цены. Но Maple Leaf также занималась инновациями и выпускала такие бренды, как Xylifresh и другие жевательные резинки без сахара. До 1970 года Maple Leaf была независимой компанией. С 1971 по 1979 год компания была частью General Foods, с 1979 по 1986 год — All Sweets, с 1986 по 1999 год — Leaf Inc, а в 1999 году компания была приобретена CSM, и 1 августа 2003 года CSM решил закрыть завод в Амстердаме. Здание на улице Пауля ван Флиссингенстраат до сих пор стоит и вмещает множество малых предприятий.
Роберт умер 26 октября 2010 года, Жюль — 23 января 2012 года в Хейзене. У Жюля было два сына и дочь.